# António Lungieki Pedro Bengui
António Lungieki Pedro Bengui (* 12. Dezember 1973 in Damba, Provinz Uíge) ist ein angolanischer römisch-katholischer Geistlicher und Weihbischof in Luanda.

## Leben
António Lungieki Pedro Bengui absolvierte von 1990 bis 2000 das Propädeutikum sowie seine philosophischen und theologischen Studien am Priesterseminar des Erzbistums Luanda, für das er am 28. Oktober 2001 das Sakrament der Priesterweihe empfing.
Von 2002 bis 2004 war er Dompfarrer an der Kathedrale von Luanda und studierte anschließend bis 2009 an der Päpstlichen Lateranuniversität in Rom, wo er im Fach Kanonisches Recht zunächst das Lizenziat erwarb und anschließend promoviert wurde. Von 2009 bis 2019 war er Kanzler der Diözesankurie. Am Priesterseminar von Luanda lehrte er in dieser Zeit Kanonisches Recht und an der Katholischen Universität von Angola neben Kanonischem Recht auch Ethik und Philosophie. Ab 2013 war er Offizial und Moderator der Diözesankurie des Erzbistums Luanda. Von 2014 an vertrat er die angolanische Bischofskonferenz bei den öffentliches Sitzungen des angolanischen Parlaments. Im Jahr 2019 wurde er zum Generalvikar des Bistums ernannt. Außerdem war er in der Pfarrseelsorge tätig und gehörte einer Vielzahl kirchenrechtlicher Gremien und Organisationen an.
Papst Franziskus ernannte ihn am 28. Oktober 2021 zum Titularbischof von Elephantaris in Proconsulari und zum Weihbischof im Erzbistum Luanda. Der Erzbischof von Luanda, Alexandre Kardinal do Nascimento, spendete ihm am 23. Januar desselben Jahres in der Kirche St. Paul in Luanda die Bischofsweihe. Eine gemeinsame Amtseinführung mit dem eine Woche später in seiner Heimatdiözese geweihten Weihbischof Fernando Francisco fand am 13. Februar 2022 statt.
Vom 13. Juli 2022 bis zum 17. März 2024 verwaltete er zusätzlich das Bistum São Tomé und Príncipe während der Sedisvakanz als Apostolischer Administrator.